# Lakitelek
Lakitelek é uma vila da Hungria, situada no condado de Bács-Kiskun. Tem 54,66 km² de área e sua população em 2019 foi estimada em 4.547 habitantes.